# Pays de Caux

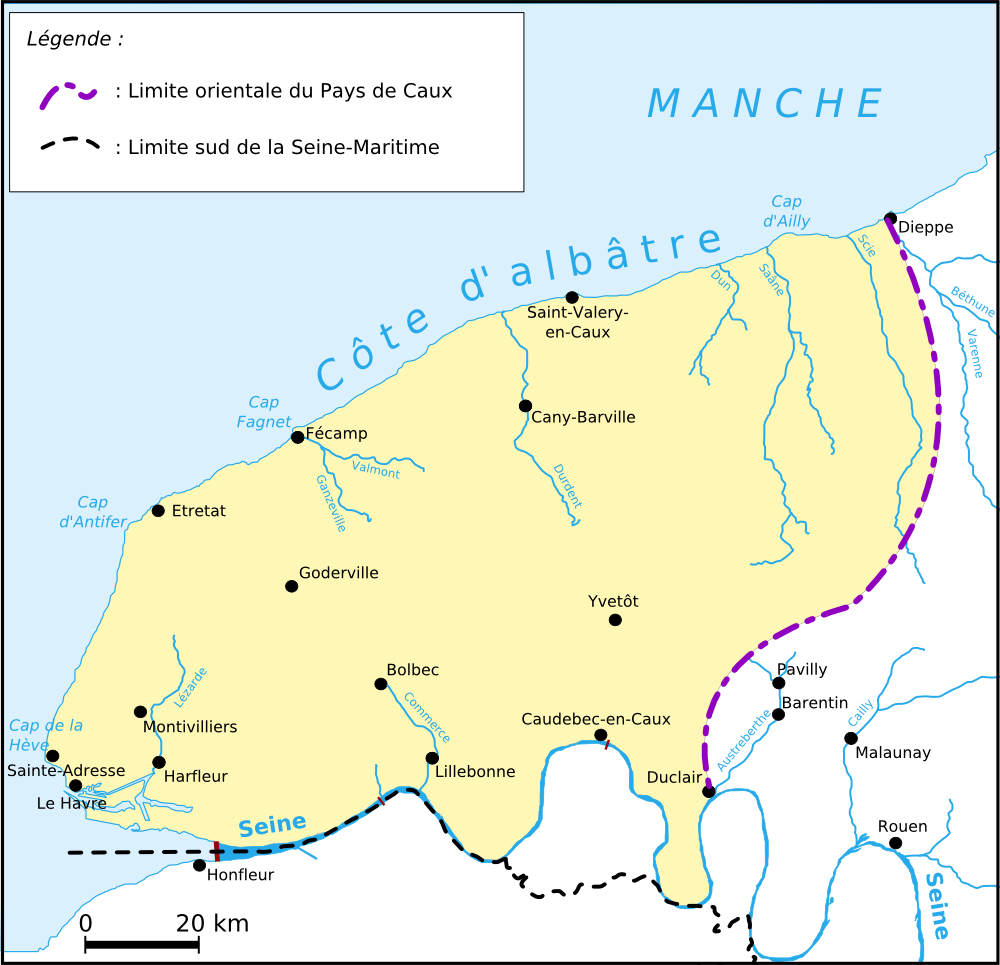
Pays de Caux

Das Pays de Caux [pei də ko] ist eine Region in der Normandie, die zum Pariser Becken gehört. Es ist ein Kreideplateau der Normandie nördlich der Seine, das sich bis an die Steilküste des Ärmelkanals erstreckt. Das Pays de Caux macht den größten Teil des Départements Seine-Maritime aus.
Die wichtigsten Städte der Region sind: Le Havre, Dieppe, Fécamp, Yvetot und Étretat. Die Bevölkerung und deren Dialekt werden Cauchois genannt.

## Bevölkerung
In gallischer Zeit war das Pays de Caux von den Caleten besiedelt, deren Hauptort Caracotinum – das heutige Harfleur – war, das später durch Juliobona (Lillebonne) abgelöst wurde. Zur Zeit der Merowinger gehörte das Gebiet zur Grafschaft Talou. Mit der Errichtung der Normandie bzw. der Grafschaft Rouen ließen sich Wikinger in großer Zahl im Land nieder.